# Юнус, Салех
Салех Юнус (фр. Saleh Younous, араб. صالح يونس‎; 
1 января 1949, Фая-Ларжо) — чадский политик и государственный деятель, один из ближайших соратников Хиссена Хабре, первый директор спецслужбы DDS. Участник чадской гражданской войны и чадско-ливийского конфликта. Организатор политических репрессий при правлении Хабре. Осуждён на пожизненное заключение за произвольные аресты, бессудные убийства и применение пыток. Освобождён без объяснения причин.

## Сторонник Хиссена Хабре
Родился в семье пастуха народности тубу. Принадлежал к тому же племенному клану анаказа, что и Хиссен Хабре. В молодости работал почтовым служащим.
В конце 1960-х Салех Юнус примкнул к движению ФРОЛИНА, которое вело вооружённую повстанческую борьбу против режима Франсуа Томбалбая. Враждебность к Томбалбаю определялась регионельно-племенными причинами: режим опирался на южные кланы, ущемлявшие интересы чадских северян. При расколе ФРОЛИНА в 1976 Юнус взял сторону Хиссена Хабре против Гукуни Уэддея. Состоял в движении Хабре Вооружённые силы Севера.
Политически Юнус разделял революционно-националистические взгляды, социально-популистские и этноплеменные приоритеты Хабре.

## Директор спецслужбы
В 1982 году Хабре одержал победу над Уэддем. Правительственные войска были окончательно разгромлены в сражении при Массагете. 7 июня 1982 Вооружённые силы Севера вступили в Нджамену. 21 октября Хиссен Хабре объявил себя президентом Чада. 26 января 1983 Хабре издал указ об учреждении спецслужбы Директорат документации и безопасности (DDS). Три месяца спустя первым директором DDS был назначен Салех Юнус. Под его командованием состояла также Специальная бригада быстрого реагирования (BSIR) — военизированное силовое подразделение DDS.
DDS под руководством Юнуса активно участвовал в подавлении вооружённого повстанчества и расправах над «неблагонадёжным» населением юга страны и арабским населением Чада. Жёстко пресекались любые проявления оппозиционности. Существуют свидетельства о личном участии Юнуса в арестах, допросах и пытках. DDS был важным инструментом диктатуры Хабре. Однако основной задачей спецслужбы являлось противодействие каддафистской Ливии, стремившейся отторгнуть часть территории Чада и установить контроль над соседней страной. В военно-политическом противостоянии с режимом Каддафи спецслужба режима Хабре играла важную роль.
Во главе DDS Салех Юнус старался отладить оперативную и аналитическую работу. Сохранились его директивы, в которых директор требовал от региональных управлений более точной и быстрой отчётности, включающей обзоры военной и политической ситуации, положение в административных органах, экономике, социальной и культурной жизни. Юнус добивался тесной координации с префектурами и комитетами правящей партии UNIR. В 1985—1986 он провёл кампанию повышения образовательного уровня сотрудников, ввёл институт секретарей, в ведении которых была подготовка документов и систематизация архивов. Поощрялось владение литературным французским языком, на котором Юнус требовал составления документов вместо смешанных чадских наречий.
30 мая 1987 Салех Юнус был снят с поста директора DDS (его сменил Гюини Кореи, близкий родственник президента Хабре). Впоследствии на суде Юнус объяснял отставку своей добротой и чрезмерно мягким отношением к противникам режима. Он был переведён на дипломатическую службу и направлен генеральным консулом в Саудовскую Аравию. В последние месяцы правления Хабре возглавлял префектуру Батхи.

## Чиновник и обвиняемый
1 декабря 1990 Хиссен Хабре был свергнут повстанческим движением Идриса Деби. Новый президент Деби сам длительное время был приближённым Хабре. Его аппарат в значительной степени комплектовался деятелями прежнего режима, в том числе функционерами DDS. Салех Юнус занимал пост директора департамента почты и телекоммуникаций министерства связи и новых технологий Чада.
В 2000 чадская Ассоциация жертв режима Хабре инициировала уголовное преследование функционеров DDS. Длительное время власти игнорировали это. Однако создание Специального африканского трибунала по расследованию преступлений Хабре изменило положение. Летом 2013 начались аресты функционеров карательного аппарата Хабре. 3 июля 2013 был арестован Салех Юнус.

## Суд и приговор
Судебный процесс в Нджамене начался 14 ноября 2014. Главным из 29 подсудимых являлся Салех Юнус. Он отвергал все обвинения, держался корректно, но жёстко, временами повышая голос. Наблюдатели отмечали интеллигентность его манер и элегантность одежды. 
Юнус категорически не признавал своего участия в репрессиях, пытках и убийствах. Свою деятельность в DDS характеризовал как сугубо техническую функцию передачи указаний президента сотрудникам аппарата (типа «почтового ящика»). Утверждал, будто преступления карательных органов были совершены после 1987 года, когда он уже не служил в DDS. При этом, по словам Юнуса, «тоталитарный режим» Хабре (эта характеристика давалась безоценочно, как констатация факта) не допускал возражений и требовал неукоснительного исполнения приказов.
В то же время, Салех Юнус настаивал на исторической правоте режима Хабре и своей собственной. Убитых оппозиционеров он характеризовал как «мятежников и ливийских агентов». Говорил о поддержке, которую оказывали Хабре США, Франция, Израиль, о сотрудничестве DDS с ЦРУ и Моссадом. Главным делом режима 1980-х Юнус называл войну с Ливией и все эксцессы обосновывал военной обстановкой. Его позиция состояла в том, что победа над Каддафи оправдывает любые потери и преступления.

Если Чад существует, то благодаря людям, сражавшимся против Ливии. Без нас не было бы вас.

Салех Юнус

Суд не принял доводов Юнуса и его защиты. Свидетельские показания не оставляли сомнений в его личной причастности к репрессиям. Приговор был вынесен 25 марта 2015. Семь обвиняемых из двадцати восьми, в том числе Салех Юнус, получили пожизненное заключение.

## Освобождение
Власти Чада негативно настроены персонально к Хиссену Хабре. Однако их происхождение и политическое прошлое не способствуют разоблачениям прежнего режима и его деятелей. Требования жертв репрессий, как правило, остаются без последствий. Спустя некоторое время после завершения процесса все осуждённые, начиная с Салеха Юнуса, были освобождены без официального сообщения и без объяснения причин.